# Адамбеков, Тилектес Серикбайулы
Тилектес Серикбайулы Адамбеков (каз. Тілектес Серікбайұлы Адамбеков; род. 1 января 1989, Актогай, Карагандинская область) — депутат Мажилиса Парламента Республики Казахстан VII (2021–2023) и VIII (с 2023 года) созывов.

## Биография
Родился 1 января 1989 года в селе Актогай Карагандинской области. Происходит из подрода Коянчи-Тагай рода Каракесек племени Аргын.
Изучал телекоммуникации в Университете Тунцзи (Шанхай, КНР) по международной программе «Болашак». Окончил Высшую школу государственной политики Назарбаев Университета, присвоена степень магистра государственного управления.
Финалист Президентского молодёжного кадрового резерва (2019).
2015-2016 — генеральный директор Казахстанско-китайского центра сотрудничества Silk Road.
С ноября 2016 по апрель 2017 гг. занимал пост управляющего директора по инвестициям и партнерству АО «Astana Innovations».
С мая по сентябрь 2017 г. — заместитель генерального директора ТОО «Городской Центр развития инвестиций „Astana Invest“» по вопросам центра обслуживания инвесторов. В сентябре 2017 г. переведён на должность советника председателя правления.
С января 2018 по февраль 2020 гг. занимал должность генерального директора частной компании Eurasia Blockchain Fintech Group Limited.
С февраля по август 2020 года работал исполнительным директором по IT-инфраструктуре в АО «Казпочта».
С 2021 по 2023 год — депутат Мажилиса Парламента Казахстана, избран по партийному списку партии «Нур Отан», член Комитета по международным делам, обороне и безопасности.
С марта 2023 года — депутат Мажилиса Парламента Республики Казахстан VIII созыва, избран по партийному списку партии «Аманат», член Комитета по экономической реформе и региональному развитию.

## Личная жизнь
Свободно владеет казахским, русским, английским и китайским языками.
Женат, воспитывает троих сыновей.
- Отец: Адамбеков Серикбай Адамбекович
- Мать: Муратова Нурдаулет Беркимбайкызы
- Брат: Сулейменов Олжас Серикбаевич (1990 гр.)
- Сестра: Адамбекова Жанар Серикбаевна[12][13]

## Награды
- Указом президента РК от 14 марта 2022 года награждён орденом «Курмет».